# Operação Medusa

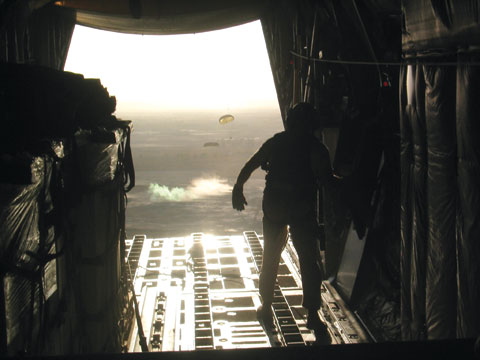
Militares canadenses durante a operação.

Operação Medusa foi uma ofensiva militar realizada no Afeganistão pelas tropas da Força Internacional de Assistência à Segurança (ISAF) e do Exército Nacional Afegão, ocorrida entre 2 de setembro a 17 de setembro de 2006, no contexto da Guerra do Afeganistão. Seu objetivo era estabelecer um controle nas proximidades de Kandahar, especialmente na cidade de Panjwai, a cerca de 25 quilômetros a oeste.
Apesar de sofrer uma brutal derrota no campo de batalha, o Talibã manteve sua presença na província de Kandahar e não perdeu a vontade de combater, levando à subsequente Operação Falcon Summit. No entanto, a Operação Medusa foi na época a mais importante batalha terrestre já realizada pela OTAN. 